# Джурдиньяно
Джурдиньяно (итал. Giurdignano) — коммуна в Италии, располагается в регионе Апулия, в провинции Лечче.
Население составляет 1811 человек (2008 г.), плотность населения составляет 138 чел./км². Занимает площадь 13 км². Почтовый индекс — 73020. Телефонный код — 0836.
Покровителем населённого пункта считается святой Рох.

## Демография
Динамика населения:

## Администрация коммуны
- Официальный сайт: http://www.comune.giurdignano.le.it/